# Granada (chanson)
Granada est une chanson écrite par le compositeur et chanteur mexicain Agustín Lara et originellement enregistrée par Pedro Vargas en 1932 chez Peerless Records.

## Inspiration
La chanson a été inspirée par la ville espagnole de Grenade (Granada en espagnol), qu'Agustín Lara n'a cependant jamais visitée.

## Reprises
La chanson a été reprise par de nombreux artistes, comprenant:  Néstor Mesta Cháyres, et Juan Arvizu. Elle est le plus souvent chantée en utilisant la technique lyrique. Trini Lopez interprète cette chanson pratique ce lyrisme pour l'introduction, mais ensuite passe à un rythme rapide de surf pour le corps de la chanson. La chanson a également été arrangée et enregistrée pour accordéon par John Serry Sr. dans les années 1950 (Squeeze Play, Dot Records, DLP #3024, 1956) ,.